# (1659) Punkaharju
(1659) Punkaharju ist ein Asteroid des Hauptgürtels, der am 28. Dezember 1940 von dem finnischen Astronomen Yrjö Väisälä in Turku entdeckt wurde.
Benannt ist der Asteroid nach der finnischen Gemeinde Punkaharju.